# Marie Elisabeth Affentranger
Marie Elisabeth Affentranger (Reiden, 1 december 1901 - Vijayawada, 9 februari 1996) was een Zwitserse missieverpleegster.

## Biografie
Marie Elisabeth Affentranger was een dochter van Sigmund Affentranger en van Elisabeth Keist. Nadat ze op jonge leeftijd weeskind was geworden, groeide ze op in verschillende families. Ze trad toe tot de zusters van Sint Anna in Luzern in 1922 en kreeg een verpleegstersopleiding. Na missies in de Elzas en Firenze werd ze in 1927 naar Brits-Indië gestuurd, waar ze betrokken was bij de oprichting van de missie Sint Anna. Van 1930 tot 1940 was ze hoofdverpleegster van het Government Hospital van Masulipatnam. In 1940 opende ze haar eerste ziekenhuis, zijnde het St. Ann's Hospital in Vijayawada. In 1945 volgde de oprichting van een verpleegstersschool, en verder richtte ze ook talrijke missieposten, scholen en dispensaria op. Tot 1970 bleef ze de overste in haar gemeenschap.